# Fabrício Werdum
Fabrício Werdum (* 30. Juli 1977 in Porto Alegre) ist ein brasilianischer Mixed-Martial-Arts- und Brazilian-Jiu-Jitsu-Kämpfer. Er war Schwergewichtsmeister der Ultimate Fighting Championship, der bedeutendsten MMA-Organisation der Welt, sowie je zweimal BJJ-Weltmeister und Sieger des ADCC-Turniers.

## Karriere
Werdum absolvierte 2002 seinen ersten MMA-Kampf in Brasilien, 2005 wurde er von der bekannten japanischen MMA-Organisation Pride FC verpflichtet, wo er unter anderem Alistair Overeem besiegen konnte. Im April 2007 debütierte Werdum in der UFC, unterlag jedoch Andrei Arlovski nach Punkten. Nach einer Knockout-Niederlage gegen Junior dos Santos bei UFC 90 heuerte Werdum bei Strikeforce an, wo er im Juni 2010 gegen Fedor Emelianenko für Aufsehen sorgte. Werdum stoppte Emelianenko, der seit fast einem Jahrzehnt nicht mehr verloren hatte, in der ersten Runde per Triangle Choke.

### UFC

#### UFC Heavyweight Champion
2012 kehrte er in die UFC zurück und wurde nach fünf Siegen in Folge zum Herausforderer von Schwergewichtschampion Cain Velasquez ernannt. Werdum ging als Außenseiter in den Kampf in Mexiko-Stadt, war Velasquez jedoch in allen Belangen überlegen und gewann den Kampf in der dritten Runde per Guillotine Choke. Allerdings verlor Werdum bereits seine erste Titelverteidigung, als er bei UFC 198 von Stipe Miocic ausgeknockt wurde.

#### Nach der verlorenen Titelverteidigung
Nach der verlorenen Titelverteidigung sollte Werdum am 10. September 2016 bei UFC 203 gegen Ben Rothwell antreten, der allerdings am 11. August 2016 wegen einer Knieverletzung den Kampf absagte und durch Travis Browne ersetzt wurde. Werdum konnte den Kampf einstimmig nach Punkten für sich entscheiden.
In einem Rematch sollte Werdum bei UFC 207 am 30. Dezember 2016 gegen Cain Velasquez antreten, allerdings wurde dieser von der Nevada State Athletic Commission für nicht kampffähig befunden und erhielt keine Kampflizenz.
Der ursprünglich bei UFC 203 vorgesehene Kampf gegen Ben Rothwell sollte am 13. Mai 2017 bei UFC 211 nachgeholt werden, musste aber wegen einer Suspendierung Ben Rothwells durch die USADA abgesagt werden.
Bei UFC 213 kam es am 8. Juli 2017 zum dritten Kampf gegen Alistair Overeem, den Werdum durch eine umstrittene Mehrheitsentscheidung und einer dominanten dritten Runde nach Punkten verlor.
Am 7. Oktober 2017 sollte Werdum bei UFC 216 gegen Derrick Lewis antreten, der allerdings am Wettkampftag aufgrund von Rückenbeschwerden vom Kampf zurücktreten musste. Werdum trat stattdessen gegen den kurzfristig eingesprungenen Walt Harris an, den er nach einer guten Minute in der ersten Runde via TKO (Armhebel) besiegen konnte.
Bei der UFC Fight Night: Werdum vs. Tybura am 19. November 2017 in Sydney konnte Werdum Marcin Tybura über die Dauer des Kampfes hinweg dominieren und diesen einstimmig nach Punkten für sich entscheiden. Werdum ersetzte in diesem Kampf kurzfristig Mark Hunt, der aus gesundheitlichen Gründen nicht antreten durfte.
Nachdem Werdum den Kampf gegen Alexander Volkov am 17. März 2018 bei der UFC Fight Night 127 in London zeitweise dominieren konnte, verlor er diesen dennoch durch K. o. in der vierten Runde.
Am 15. September 2018 war ein Kampf Werdums gegen Oleksiy Oliynyk im Rahmen der UFC Fight Night 136 in Moskau angesetzt, da Werdum allerdings am 22. Mai 2018 bei einer Dopingkontrolle positiv auf Trenbolon getestet wurde, wurde er für zwei Jahre gesperrt.

### Brazilian Jiu-Jitsu
Parallel zu seiner MMA-Karriere war Werdum auch als Wettkämpfer im Brazilian Jiu-Jitsu aktiv. 2003 und 2004 gewann er die Schwergewichtsklasse der World Jiu Jitsu Championship, 2007 und 2009 bei der ADCC Submission Wrestling World Championship.

## MMA-Statistik
| Ergebnis   | Profi-Rekord | Gegner                                | Datum              | Veranstaltung                               | Methode                                | Runde | Zeit |
| ---------- | ------------ | ------------------------------------- | ------------------ | ------------------------------------------- | -------------------------------------- | ----- | ---- |
| Sieg       | 1-0          | Tengiz Tedoradze                      | 16. Juni 2002      | MB 7 - Millenium Brawl 7                    | Aufgabe (Triangle Choke)               | 1     | 0:00 |
| No Contest | 1-0-1        | „The Messenger“ James Zikic           | 22. September 2002 | MB 7 - Millenium Brawl 7                    | Unentschieden                          | 3     | 5:00 |
| Sieg       | 2-0-1        | „The French Hurricane“ Kristof Midoux | 22. März 2003      | WAFF 2 - World Absolute Fight 2             | Aufgabe (Triangle Armbar)              | 1     | 4:11 |
| Sieg       | 3-0-1        | Gabriel „Napao“ Gonzaga               | 13. September 2003 | JF 1 - Jungle Fight 1                       | TKO (Schläge)                          | 3     | 2:11 |
| Sieg       | 4-0-1        | Ebenezer „Pitbull“ Fontes Braga       | 15. Mai 2004       | JF 2 - Jungle Fight 2                       | KO (Schläge)                           | 2     | 1:28 |
| Sieg       | 5-0-1        | „The Big Cat“ Tom Erikson             | 20. Mai 2005       | Pride 29 - Fists of Fire                    | Aufgabe (Rear-Naked Choke)             | 1     | 5:11 |
| Sieg       | 6-0-1        | Roman Zentsov                         | 28. August 2005    | Pride FC - Final Conflict 2005              | Aufgabe (Triangle Armbar)              | 1     | 6:01 |
| Niederlage | 6-1-1        | Sergei Kharitonov                     | 23. Oktober 2005   | Pride 30 - Fully Loaded                     | Punktentscheidung (geteilt)            | 3     | 5:00 |
| Sieg       | 7-1-1        | „The Viking“ John Olav Einemo         | 26. Februar 2006   | Pride 31 - Dreamers                         | Punktentscheidung (einstimmig)         | 3     | 5:00 |
| Sieg       | 8-1-1        | „The Demolition Man“ Alistair Overeem | 5. Mai 2006        | Pride FC - Total Elimination Absolute       | Aufgabe (Kimura)                       | 2     | 3:43 |
| Niederlage | 8-2-1        | Antônio Rodrigo „Minotauro“ Nogueira  | 1. Juli 2006       | Pride FC - Critical Countdown Absolute      | Punktentscheidung (einstimmig)         | 3     | 5:00 |
| Sieg       | 9-2-1        | Aleksander Emelianenko                | 12. November 2006  | 2H2H - Pride & Honor                        | Aufgabe (Arm-Triangle Choke)           | 2     | 3:43 |
| Niederlage | 9-3-1        | „The Pitbull“ Andrei Arlovski         | 21. April 2007     | UFC 70 - Nations Collide                    | Punktentscheidung (einstimmig)         | 3     | 5:00 |
| Sieg       | 10-3-1       | Gabriel „Napao“ Gonzaga               | 19. Januar 2008    | UFC 80 - Rapid Fire                         | TKO (Schläge)                          | 2     | 4:34 |
| Sieg       | 11-3-1       | „The Truth“ Brandon Vera              | 7. Juni 2008       | UFC 85 - Bedlam                             | TKO (Schläge)                          | 1     | 4:40 |
| Niederlage | 11-4-1       | Junior „Cigano“ dos Santos            | 25. Oktober 2008   | UFC 90 - Silva vs. Cote                     | TKO (Schläge)                          | 1     | 1:21 |
| Sieg       | 12-4-1       | Mike „MAK“ Kyle                       | 7. Juni 2008       | Strikeforce - Carano vs. Cyborg             | Aufgabe (Guillotine Choke)             | 1     | 1:24 |
| Sieg       | 13-4-1       | Antonio „Bigfoot“ Silva               | 7. November 2009   | Strikeforce / M-1 Global - Fedor vs. Rogers | Punktentscheidung (einstimmig)         | 3     | 5:00 |
| Sieg       | 14-4-1       | „The Last Emperor“ Fedor Emelianenko  | 26. Juni 2010      | Strikeforce / M-1 Global - Fedor vs. Werdum | Aufgabe (Triangle Armbar)              | 1     | 1:09 |
| Niederlage | 14-5-1       | „The Demolition Man“ Alistair Overeem | 18. Juni 2011      | Strikeforce - Overeem vs. Werdum            | Punktentscheidung (einstimmig)         | 3     | 5:00 |
| Sieg       | 15-5-1       | Roy „Big Country“ Nelson              | 4. Februar 2012    | UFC 143 - Diaz vs. Condit                   | Punktentscheidung (einstimmig)         | 3     | 5:00 |
| Sieg       | 16-5-1       | Mike Russow                           | 23. Juni 2012      | UFC 147 - Silva vs. Franklin 2              | TKO (Schläge)                          | 1     | 2:28 |
| Sieg       | 17-5-1       | Antônio Rodrigo „Minotauro“ Nogueira  | 8. Juni 2013       | UFC on Fuel TV 10 - Nogueira vs. Werdum     | Aufgabe (Armbar)                       | 2     | 2:41 |
| Sieg       | 18-5-1       | Travis „Hapa“ Browne                  | 19. April 2014     | UFC on Fox 11 - Werdum vs. Browne           | Punktentscheidung (einstimmig)         | 5     | 5:00 |
| Sieg       | 19-5-1       | „The Super Samoan“ Mark Hunt          | 15. November 2014  | UFC 180 - Werdum vs. Hunt                   | TKO (Knie & Schläge)                   | 2     | 2:27 |
| Sieg       | 20-5-1       | Cain Velasquez                        | 13. Juni 2015      | UFC 188 - Werdum vs. Velasquez              | Aufgabe (Guillotine Choke)             | 3     | 2:13 |
| Niederlage | 20-6-1       | Stipe Miocic                          | 14. Mai 2016       | UFC 198 - Werdum vs. Miocic                 | KO (Schläge)                           | 1     | 2:47 |
| Sieg       | 21-6-1       | Travis „Hapa“ Browne                  | 10. September 2016 | UFC 203 - Miocic vs. Overeem                | Punktentscheidung (einstimmig)         | 3     | 5:00 |
| Niederlage | 21-7-1       | „The Demolition Man“ Alistair Overeem | 8. Juli 2017       | UFC 213 - Romero vs. Whittaker              | Punktentscheidung (Mehrheitsentscheid) | 3     | 5:00 |
| Sieg       | 22-7-1       | „The Big Ticket“ Walt Harris          | 7. Oktober 2017    | UFC 216 - Ferguson vs. Lee                  | Aufgabe (Armbar)                       | 1     | 1:05 |
| Sieg       | 23-7-1       | Marcin „Tybur“ Tybura                 | 18. November 2017  | UFC Fight Night 121 - Werdum vs. Tybura     | Punktentscheidung (einstimmig)         | 3     | 5:00 |
| Niederlage | 23-8-1       | Alexander „Drago“ Volkov              | 17. März 2018      | UFC Fight Night 127 - Werdum vs. Volkov     | KO (Schläge)                           | 4     | 1:38 |